# 恩塚亨
恩塚 亨 (おんづか とおる、1979年〈昭和54年〉6月5日 - ) は、日本のバスケットボール指導者。バスケットボール女子日本代表ヘッドコーチ、東京医療保健大学女子バスケットボール部ヘッドコーチ、東京医療保健大学准教授。

## 経歴
1979年、大分県生まれ。幼少期よりバスケットボールを始める。選手ではなく指導者を志し、筑波大学進学、バスケットボール部に入部。

### 教員として
大学で教員免許取得後、2002年から7年間渋谷教育学園幕張中学校・高等学校の教員として勤務し、女子バスケットボール部のコーチを務める。
2006年、東京医療保健大学が新設されるタイミングで大学に企画書を提出して女子バスケットボール部を立ち上げた。大学教員になるため早稲田大学大学院スポーツ科学研究科を修了。創部11年目の2017年、全日本大学バスケットボール選手権大会（インカレ）で初優勝を飾り、日本一に導く。2018年にインカレ2連覇を達成する。
2022年4月1日、女子日本代表ヘッドコーチに専念するため東京医療保健大学ヘッドコーチを退任。2024年10月4日に復帰が発表された。

### 女子日本代表での活動
2006年に東京医療保健大学でバスケットボール部を立ち上げた際、大学でのコーチングにとどまらず、日本代表の仕事をしたいという思いで、当時U21女子日本代表ヘッドコーチだった梅嵜英毅に自身を売り込み、ビデオコーディネーターとして受け入れられる。当初は自費で海外の大会に帯同し、恩塚の現在の指導スタイルでもある試合映像の編集・分析を行った。2007年から正式に女子日本代表のアナリストとなり、2012年まで務めた。
2015年にユニバーシアード女子日本代表のアシスタントコーチを務めたのち、2016年リオデジャネイロオリンピックで再びアナリストとして女子日本代表に帯同。2017年から2021年の東京オリンピックまで、トム・ホーバスヘッドコーチのもとで女子日本代表のアシスタントコーチを務めた。
2021年9月、男子日本代表ヘッドコーチに就任するホーバスの後任として女子日本代表ヘッドコーチに就任した。就任直後に開催された2021年FIBA女子アジアカップで優勝を達成。2024年のパリオリンピックに出場したが予選リーグで3戦全敗し敗退。任期満了で退任した。

## テレビ出演
- 『ミライ☆モンスター』フジテレビ系列（2019年2月10日）
- 『炎の体育会TV』TBS系列（2019年3月16日）

## クリニック
- 「Wizards Basketball Camp」（2019年3月10日）東京医療保健大学主催[10]
- 「NEXT LEVEL CLINIC」（2019年3月25日）KAGOバスケットボールスクール主催 指導者として[11]

## 作品

### 書籍
- 『バスケットボール勝つためのフォーメーション』著者：日高哲朗/恩塚亨
- 『世界を獲るノート アスリートのインテリジェンス』著書：島沢優子

### DVD
- 『恩塚亨 プレッシャーリリースドリル～苦しい状況を打開する力が、積極的なプレーを引き出す～【全２巻】』
- 『恩塚亨・1on1スキル＆ドリル～プレーを体系化して現れる世界への近道～【全２巻】』